# Mala Pristava (Pivka, Slovenija)
Mala Pristava je naselje u slovenskoj Općini Pivki. Mala Pristava se nalazi u pokrajini Notranjskoj i statističkoj regiji Notranjsko-kraškoj. 

## Stanovništvo
Prema popisu stanovništva iz 2002. godine naselje je imalo 74 stanovnika.